# Sautron
 Sautron  es una comuna y población de Francia, en la región de País del Loira, departamento de Loira Atlántico, en el distrito de Nantes y cantón de Orvault. Está integrada en la Communauté urbaine Nantes Métropole .

## Demografía
| 1216 | 1333 | 2849 | 4692 | 6026 | 6824 |
| Para los censos de 1962 a 1999 la población legal corresponde a la población sin duplicidades (Fuente: INSEE [Consultar]) |      |      |      |      |      |

Forma parte de la aglomeración urbana de Nantes.